# Стеван Лазић
Стеван Лазић (Сремски Карловци, 7. октобар 1830 — Сремски Карловци, 15. фебруар 1901) је био српски професор, класични филолог, књижевник и директор Карловачке гимназије.

## Биографија

### Образовање
Отац Григорије био је професор Карловачке гимназије и писац. У Сремским Карловцима завршио је српску основну (1836—40) и немачку школу (1840—41) и шест разреда гимназије (1841—47). Седми и осми разред гимназије (филозофија) похађао је у Сегедину (1847-48) и Загребу (1849-50). У Пешти је уписао медицину (1851), коју убрзо напушта, како би студирао право у Бечу (1851-54). Одустаје и од права, и завршава курс за професора латинског језика и књижевности, такође у Бечу (1854).

### Ангажман у Карловачкој гимназији
Патријарх Јосиф Рајачић поставио га је за професора Карловачке гимназије (1854—76) а потом је до пензионисања био директор ове образовне установе (1876—96). Када је гимназија 1873. добила статус јавне школе, залагао се да се она прилагоди новонасталим захтевима и да има већу аутономију коју је Земаљска влада у Загребу ограничавала. У гимназији је спроводио Вукову језичку реформу, што је наишло на неодобравање патријарха Рајачића, па је Вуков правопис забрањен. Након смрти патријарха 1861. поново је увео Вуков правопис, који је Патронат још једном забранио 1865. За време његовог мандата завршена је нова зграда гимназије.
Био је члан Књижевног одељења Матице српске (од 1873), Школског савета, Конзисторије и Патроната Карловачке гимназије (од 1897).

### Књижевни и преводилачки рад
Прву песму, Усклик младим Србима, објавио је у Сербском народном листу 1847. године. Углавном је писао пригодне песме, чланке из књижевности, беседе, биографије, приказе и сл. Са немачког је преводио Шилера, а са латинског Хорација и Вергилија. За превод Песме Хорација добио је 1862. новчану награду Матице српске. Важио је за одличног говорника, и говоре је састављао по узору на Цицеронове. Радове је објављивао у Седмици, Подунавци, Јавору, Даници, Привреди, Стражилову, Застави, Бранковом колу, Извештајима и Програмима Карловачке гимназије. Написао је и Кратак преглед историје Српске православне велике гимназије у Сремским Карловцима (1891). У рукопису је оставио аутобиографију на немачком језику.

### Породица
Имао је ћерку и сина Глигорија, такође професора Карловачке гимназије.